# Enåsa distrikt
Enåsa distrikt är ett distrikt i Mariestads kommun och Västra Götalands län. 
Distriktet ligger vid Vänern, nordost om Mariestad. 

## Tidigare administrativ tillhörighet
Distriktet inrättades 2016 och utgörs av socknen Enåsa i Mariestads kommun.
Området motsvarar den omfattning Enåsa församling hade 1999/2000.